# Kraljevo
Kraljevo (en serbio cirílico: Краљево) es una ciudad y municipio ubicado en Serbia, junto al río Ibar, a 7 km al oeste de su confluencia con el Gran Morava, y en medio de un valle de montaña, entre las montañas Kotlenik, en el norte, y las Stolovi, en el sur. 
En 2002 la población de la ciudad (incluida su zona de las afueras) era de 82.846 habitantes (municipio: 121.707). Es el centro administrativo del Distrito de Raška. La ciudad propiamente consta de 16 asentamientos. En 1991, había 80.559 habitantes. Debido a la enorme cantidad de refugiados de Kosovo (alrededor de 18.500) y Bosnia y Herzegovina, en la actualidad la población de la ciudad asciende a más de 100.000.

## Etimología
Anteriormente conocida como Rudo Polje (Рудо Поље), Karanovac (Карановац) y Rankovićevo (Ранковићево), Kraljevo recibió su nombre actual, que significa "Ciudad del Rey", del Rey Milan Obrenovic (1868-1889), quien también fundó un obispado, en Čačak, 35 km al noroeste.

## Patrimonio e historia

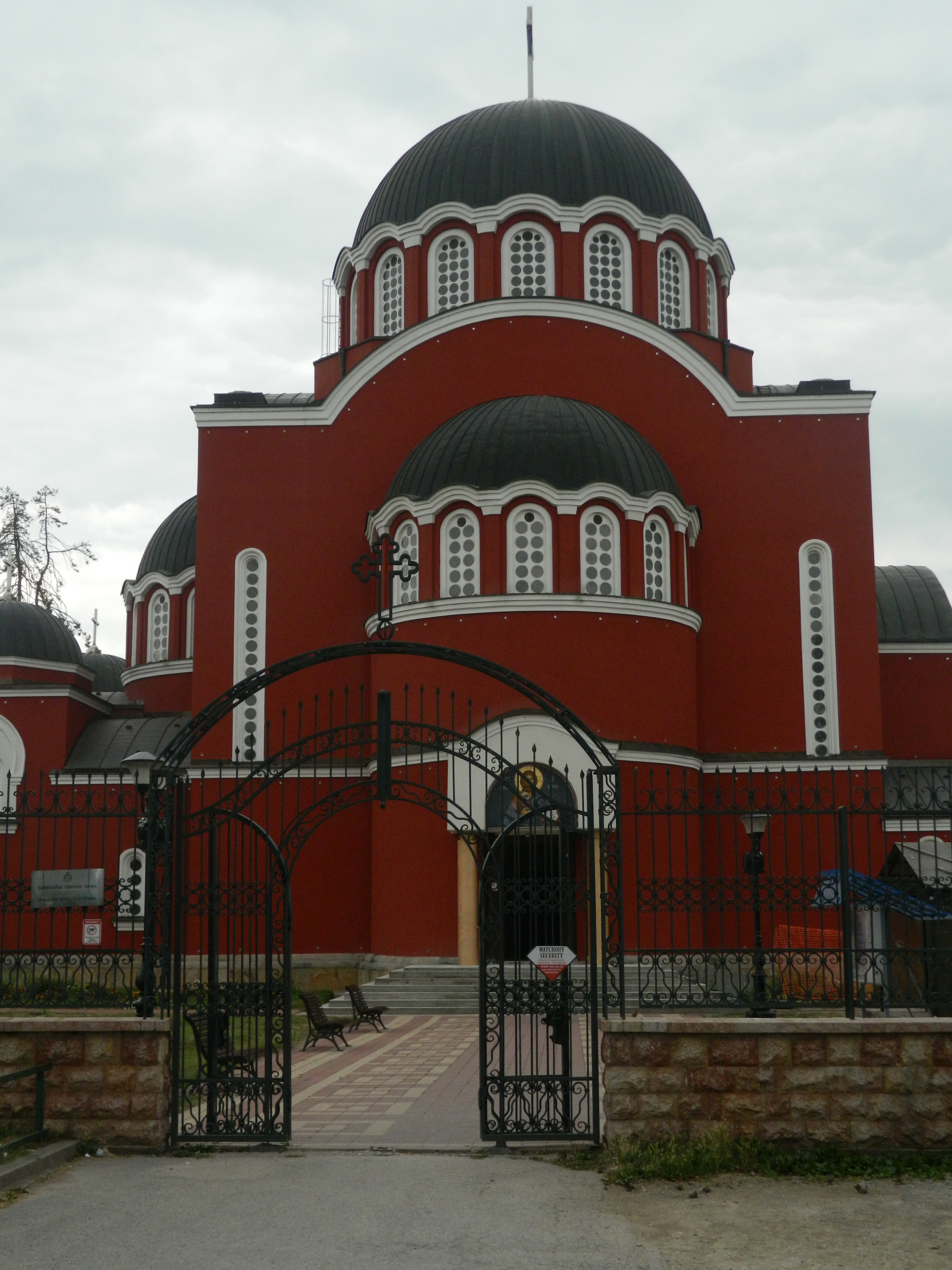
El Templo de San Sava en Kraljevo

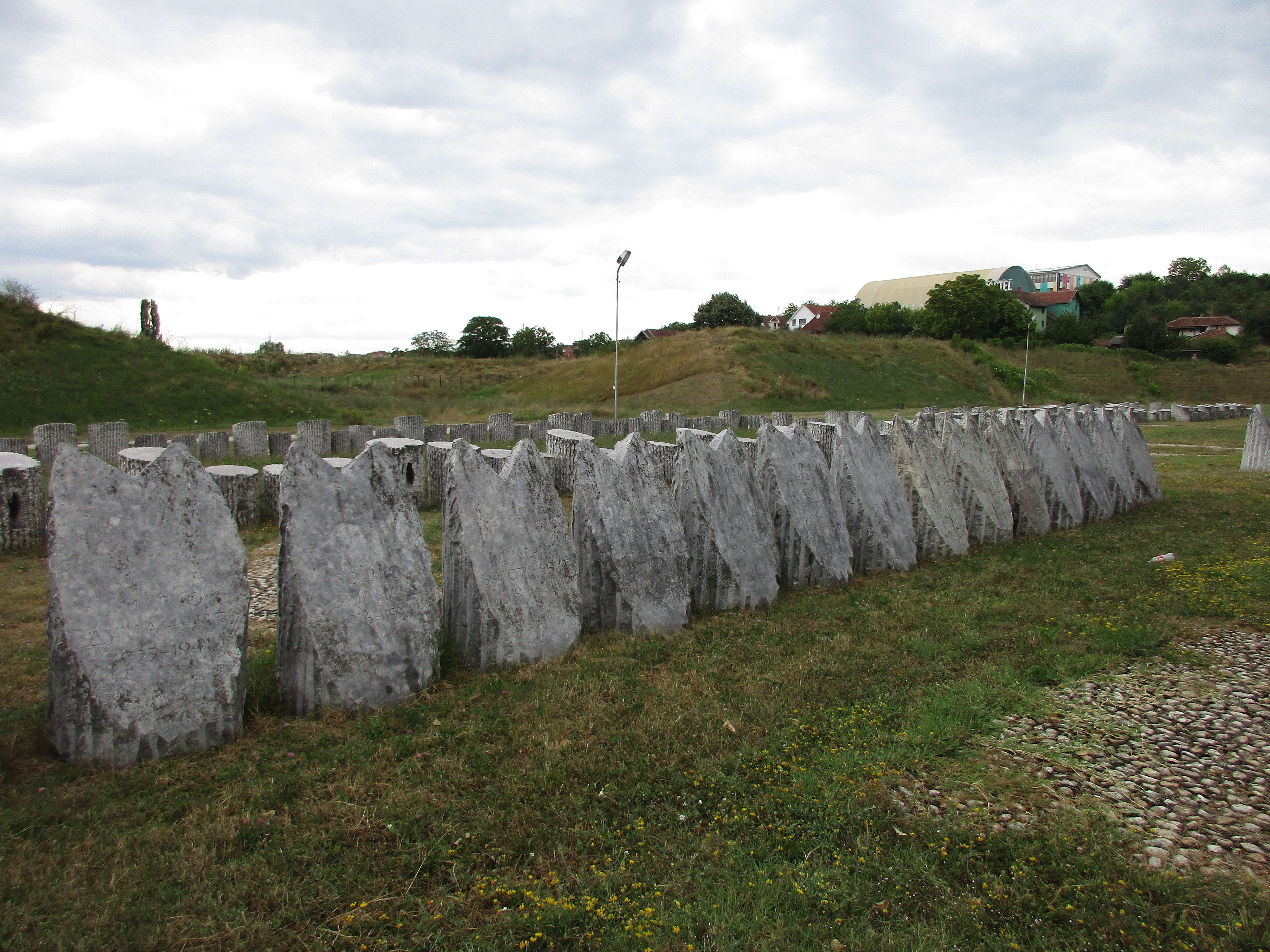
El Parque Memorial el 14 de octubre

Su característica más interesante es la iglesia de la Coronación, perteneciente al Monasterio de Žiča. Aquí siete reyes se dice que fueron coronados (las siete coronas de su escudo de armas representan a los siete reyes). La iglesia es de estilo bizantino, y se ha restaurado parcialmente, pero la torre principal data del año 1210, cuando fue fundada por San Sava, el santo patrono de Serbia.
El famoso Monasterio de Studenica, 39 km al suroeste de Kraljevo, está situado en las montañas, con vistas al Studenica, afluente del Ibar. Se compone de un grupo de antiguos edificios de madera y yeso, con un alto campanario, y una diminuta iglesia de mármol blanco, fundada en 1190 por el rey Stefan Nemanja, que fue monje y al que se canonizó como San Simón. Las tallas de las puertas norte, sur y oeste fueron prácticamente destruidas por los turcos. Las paredes internas están decoradas con frescos bizantinos, entre los que sólo se mantienen una pintura de la Última Cena, y los retratos de cinco santos.
La ciudad es sede de la 2ª Brigada de Fuerzas Terrestres del Ejército de Tierra de Serbia, y en sus inmediaciones se encuentra el Aeropuerto de Kraljevo-Lađevci, que sirve también como base de la Fuerza Aérea Serbia.

## Demografía
Según el censo de 2002, los grupos étnicos en el municipio eran:
- Serbios = 118,873
- Romaníes = 876
- Macedonios = 251
- Yugoslavos = 213
- Croatas = 209
- Otros = -

## Ciudades hermanadas

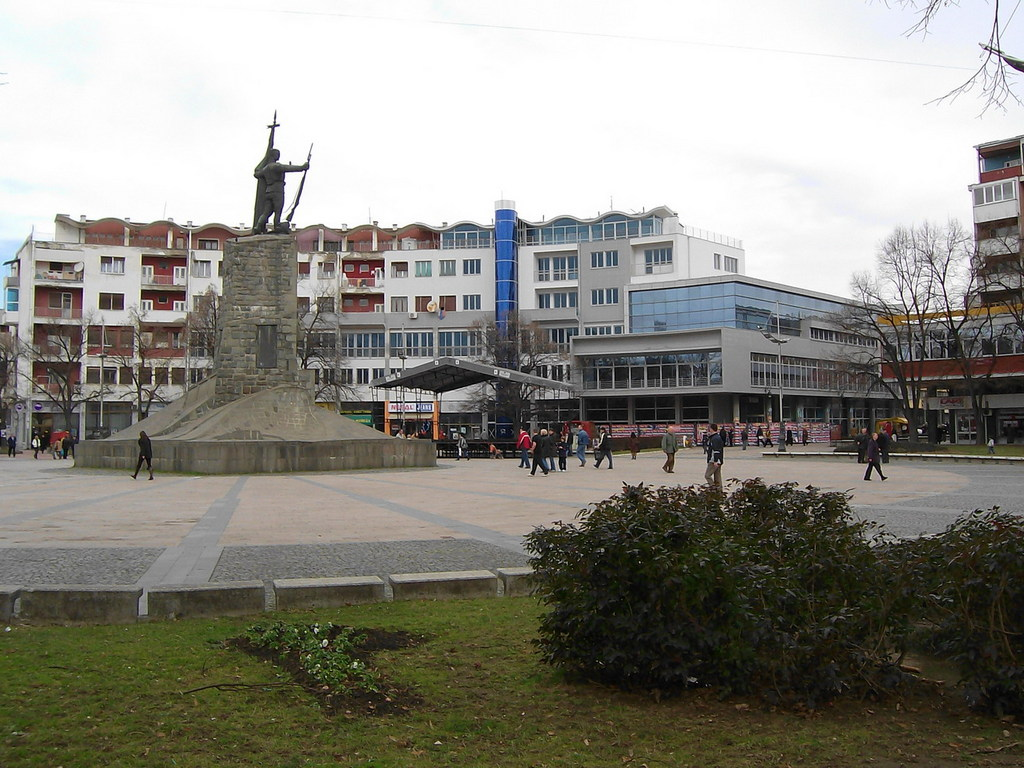
Plaza en el centro de Kraljevo.

- Sainte-Foy-lès-Lyon, Francia
- Sendenhorst, Alemania
- Ahlen, Alemania
- Zielona Góra, Polonia